# Konstantin
Konstantin er et drengenavn der bæres af flere personer:
- Konstantin 1. af Grækenland – græsk konge
- Konstantin 2. af Grækenland – græsk konge
- Konstantin den Store – romersk kejser
- Konstantin Rokossovskij – sovjetisk officer
- Konstantin Stanislavskij – russisk skuespiller
- Konstantin von Neurath – tysk udenrigsminister
- Konstantin Zyrjanov – russisk fodboldspiller